# Alltagsgeschichte (Reportagereihe)
Alltagsgeschichte ist der Titel einer Fernsehreportagereihe der österreichischen Fernsehjournalistin Elizabeth T. Spira (1942–2019), welche von 1985 bis 2006 für den ORF produziert wurde. Nach zehn Jahren beim "teleobjektiv" und einem kurzen Gastspiel beim "Inlandsreport" entwickelte Spira gemeinsam mit dem Historiker Michael Mitterauer das "Alltagsgeschichten"-Konzept und befragte und beobachtete im Rahmen der Sendung Menschen überwiegend im öffentlichen Raum.

## Inhalt
In jeder Ausgabe steht eine bestimmte Örtlichkeit, manchmal ein bestimmtes Thema im Mittelpunkt. Ein Großteil der Episoden konzentriert sich auf die Bundeshauptstadt Wien. Viele der in den letzten Jahren selten ausgestrahlten Episoden aus den 1980er-Jahren stehen im Zeichen eines historischen Hintergrundes wie Kriegs- oder Kaiserzeit. Häufig wird ein Blick auf das Leben der sogenannten „kleinen Leute“ samt deren Problemen geworfen. Dabei treten immer wieder sonderbare Menschen beziehungsweise solche, die sehr Emotionales oder Persönliches aus ihrem Leben preisgeben, auf. Vor laufender Kamera kommt es regelmäßig zu teils recht heftigen, auch politischen Diskussionen. Die Journalistin ist während der Sendung nie im Bild zu sehen, man hört nur ihre Stimme bei den Fragestellungen. In manchen, vor allem älteren Ausgaben ist sie auch nicht zu hören und es führt ausschließlich ein Sprecher durch die Sendung. Die Alltagsgeschichten werden oft musikalisch untermauert. Zwischendurch werden Melodien, manchmal auch deutsche oder internationale Schlager eingespielt. Einige Ausgaben zeichnen sich durch eine mehrmals wiederkehrende Melodie aus. Typisch für die Filmreihe ist des Weiteren, dass immer wieder einzelne Gegenstände bildfüllend für einige Sekunden zu sehen sind.
Aufgrund der auf die Zuschauer oft amüsant wirkenden Geschehnisse beziehungsweise Darstellungen und ihrer speziellen Art Fragen zu stellen wurden Elizabeth T. Spira und ihre Alltagsgeschichten auch über die österreichischen Grenzen hinweg bekannt. Die Filmreihe gilt als Schilderung der typisch österreichischen Seele. Die Journalistin erhielt dafür zahlreiche Preise wie den Österreichischen Staatspreis für Kulturpublizistik, den Johann-Nestroy-Ring und den Fernsehpreis der Österreichischen Volksbildung.
Viele der Elemente wie Musik, Fragestellung oder der Blick auf Gegenstände wurden auf ähnliche Weise in Spiras bis 2019 mit großem Erfolg produzierter Reihe Liebesg’schichten und Heiratssachen angewandt.

## Episodenübersicht
| Produktionsjahr | Titel |
| --------------- | --- |
| 1985            | - Spiel nicht mit den Gassenkindern: Kindheit in der Kaiserstadt |
| 1986            | - Keine Zeit für Zärtlichkeit: Kindheit auf dem Lande - Ein Leben für die Herrschaft: Vom Glück und Elend der dienstbaren Geister - Schulgeschichten aus der Kaiserzeit: Schule vor dem Zweiten Weltkrieg |
| 1987            | - Knechte und Mägde: Um vier Uhr Früh begann der Tag - Auf der Walz - Erste Liebe und Heiratssachen - Jugend unterm Hakenkreuz                                                                            |
| 1988            | - Es lebe der Trotz und die Kraft - Am Stammtisch – Ein Heimatfilm - Und draußt bist du |
| 1989            | - Du nix Faschist, du Charascho: Nachkriegsjugend in Wien - Einstens auf Sommerfrische - Heimatlieb' und deutscher Sang: Kärntner Impressionen                                                            |
| 1990            | - Heimkehr ohne Ankunft: Wien – Prag und retour - Vorwärts und vergessen - Holiday am Campingplatz - Himmelsboten für Erdenjammer                                                                         |
| 1991            | - Wien am Gürtel - Denn Hundeherzen schlagen treu - Circus: Mein Leben - Im Park |
| 1992            | - Kleiner Grenzverkehr - Das Leben hinter Klostermauern - Das kleine Glück im Schrebergarten - Die verflixten Nachbarn                                                                                    |
| 1993            | - Meine Oma fährt im Winter nach Mallorca - Liebling, ich bin im Prater - Treffpunkt: U-Bahn |
| 1994            | - Im Kaffeehaus - Leben im Wartesaal - Schauplatz Kaisermühlen - Rast an der Autobahn |
| 1995            | - Frauen in der Fabrik - Markthalle: Wien Mitte - Alltagsgeschichten aus Wien – Eine Collage - Das Glück ist ein Vogerl - Beim Heurigen - Am Würstelstand                                                 |
| 1996            | - Im Waschsalon - An der Haltestelle - Donauinsulaner - Man gewöhnt sich |
| 1997            | - Am Bahnhof - In einer kleinen Konditorei - Niederhofstraße – Untermeidling |
| 1998            | - Im Bad - Grenzbummel - Am Brigittaplatz |
| 1999            | - Neun Flugstunden von zu Hause - Die Desperados vom 10. Bezirk |
| 2000            | - Im Versatzamt |
| 2001            | - Menschen im Hotel - Im Espresso |
| 2001/2002       | - An der Brünnerstraße |
| 2002            | - In der Großfeldsiedlung |
| 2002/2003       | - Meldemannstraße 25–27 |
| 2004            | - Am Brunnenmarkt - Tätowiert |
| 2005/2006       | - Bundesstraße B 54 |

1. ↑  Die Aufzeichnung der Folge Knechte und Mägde erfolgte bereits 1986.
2. ↑  Die letzte Folge wurde bis 2. März 2005 aufgezeichnet, aber erst 2006 ausgestrahlt.

Die Ausgabe Am Stammtisch aus dem Jahre 1988 wurde 28 Jahre lang bis auf kurze Ausschnitte nie ausgestrahlt. Grund dafür waren menschenfeindliche und antisemitische Aussagen von im Rahmen der Dokumentation gefilmten Personen, vor allem im Zusammenhang mit der Diskussion um den damaligen Bundespräsidenten Kurt Waldheim im Rahmen der Waldheim-Affäre. Spira, die selbst Jüdin war, bestand auf eine Ausstrahlung und wurde deshalb kurzzeitig beurlaubt. Die Erstausstrahlung erfolgte am 28. August 2016.

## Ausstrahlung und Einschaltquoten
In den späten 1990er-Jahren sowie zu Beginn der 2000er-Jahre wurde die Sendung zu unregelmäßigen Zeitpunkten freitags ab etwa 21:10 Uhr auf ORF 2 ausgestrahlt und erreichte bis zu einer Million Zuseher pro Ausgabe. Seit 2007 werden jedes Jahr während des Sommers von Juli bis Ende August oder Anfang September sonntags ab ca. 21:55 Uhr, seit 2016 erst um ca. 23 Uhr, auf ORF 2 einige Ausgaben aus den 1990er- oder 2000er-Jahren wiederholt. Dabei erzielte die Sendereihe einige Jahre lang Einschaltquoten von bis zu 500.000 Zusehern und einen Marktanteil von bis zu 25 % und zählte mit Ausnahme der täglich aktuellen Informationssendungen zu den meistgesehenen Sendungen im ORF an den Sonntagen im Sommer. Mit Verlegung auf den späteren Sendeplatz sind die Zuschauerzahlen auf rund 200.000 Seher gesunken. 2017 beschränkten sich die Wiederholungen auf vier Ausgaben im Juli (sonntags ab ca. 22:55 Uhr). Im August wurden auf diesem Sendeplatz neuere Dokumentationen ähnlicher Art anderer Regisseure gezeigt. Seit 2018 werden die Alltagsgeschichten auch im August wieder gezeigt. Seit 2015 werden unregelmäßig einzelne Ausgaben auf ORF III ausgestrahlt. Anlässlich des Todes von Elizabeth T. Spira im März 2019 wurden im Sommer 2019 von 2. Juli bis 3. September dienstags ab 20:15 Uhr auf ORF III jeweils vier Folgen sowie von 23. Juli bis 27. August zusätzlich eine Folge auf ORF 2 um etwa 23:20 Uhr gesendet. Auf diesen Sendeplätzen waren manchmal auch zuvor lange nicht gezeigte Ausgaben der 1980er- und frühen 1990er-Jahre zu sehen. Im Sommer 2020 werden  seit 2. Juli jeweils drei Folgen donnerstags ab 21:05 Uhr auf ORF III gezeigt. Die sonntäglichen Wiederholungen auf ORF 2 beginnen am 19. Juli.
Teilweise wird die Sendung auch auf 3sat, vorwiegend im Nachtprogramm, gezeigt. Einzelne Ausgaben waren 2008 sowie 2010 auch auf BR-alpha zu sehen. Alle Ausgaben wurden im Bildformat 4:3 produziert. Für die Ausstrahlungen ab Sommer 2019 auf ORF III wurde das Bild auf das Seitenverhältnis 14:9 (bei einzelnen Ausgaben 16:9) vergrößert.